# Lingua komi
La lingua komi o sirieno (nome nativo коми кыв, komi kyv; in russo коми язык?, komi jazyk) è una lingua uralica parlata in Russia che prende il nome dal gruppo etnico dei Komi.

## Distribuzione geografica
Nel 2010 sono stati censiti 219.100 locutori di komi nella Federazione Russa: 63.100 locutori di komi permiaco, stanziati prevalentemente nel circondario dei Komi-Permiacchi, e 156.000 locutori di komi sirieno nella Repubblica dei Komi.

### Dialetti e lingue derivate
Lo standard ISO 639-3 classifica il komi come macrolingua composta dai seguenti membri:
- lingua permiaca (Komi-Permiaco) [koi]
- lingua siriena (Komi-Sirieno) [kpv]

## Classificazione
Il comi appartiene alle lingue permiche.

## Sistema di scrittura
Per la scrittura viene utilizzato l'alfabeto cirillico. In passato, negli anni 1930 e 1940, era in uso l'alfabeto latino.
L'alfabeto komi è così composto: Аа Бб Вв Гг Дд	Ее Ёё Жж Зз Ии Іі Йй Кк	Лл Мм Нн Оо Ӧӧ Пп Рр Сс	Тт Уу Фф Хх Цц Чч Шш Щщ	Ъъ Ыы Ьь Ээ Юю Яя.